# Pseudostenophylax riedeli
Pseudostenophylax riedeli är en nattsländeart som beskrevs av Lazar Botosaneanu 1970. Pseudostenophylax riedeli ingår i släktet Pseudostenophylax och familjen husmasknattsländor. Inga underarter finns listade i Catalogue of Life.